# 382

382(삼백팔십이)는 381보다 크고 383보다 작은 자연수다.

## 수학
- 합성수로, 그 약수는 1, 2, 191, 382이다. 진약수의 합은 194이므로, 382는 부족수다.
  - 120번째 반소수다. 앞의 반소수는 381, 다음 반소수는 386이다.
- {\displaystyle 382=19+23+29+31+37+41+43+47+53+59}
  - 연속하는 소수(素數) 10개의 합으로 나타낼 수 있으며, 이 성질을 지닌 앞의 수는 340, 다음 수는 424다.
- {\displaystyle 39^{5}-1}은 382로 나누어떨어진다.

## 과학
- NGC 382(영어판): 물고기자리 방향에 있는 타원은하.

## 교통
- 일본 382번 국도: 나가사키현 쓰시마시에서 사가현 가라쓰시까지 이어지는 일본의 국도.
- 현도 제382호선

## 군사
- U-382(영어판): 제2차 세계 대전에 사용된 나치 독일의 군용 잠수함.

## 문화유산
- 대한민국의 보물 제382호: 울주 청송사지 삼층석탑
- 대한민국의 사적 제382호: 여주 고달사지

## 스포츠
- 1936년 베를린 올림픽 마라톤에서 손기정이 달았던 번호.

## 기타
- 연도: 382년, 기원전 382년
- 읍천리382: 대한민국의 체인점.